# Sezession (Zeitschrift)
Die Sezession ist eine deutsche Zeitschrift für Politik, Kultur und Zeitgeschichte, die von der Metapolitik Verlags UG (haftungsbeschränkt) herausgegeben wird. Die Herausgeber bezeichnen ihre Zeitschrift als „rechtsintellektuell“, von Politikwissenschaftlern wird sie der Neuen Rechten zugeordnet. Die Sezession erscheint zweimonatlich. Die das Magazin begleitende Webseite (sezession.de) wurde 2009 in einen gleichnamigen Autoren-Blog umgewandelt.

## Geschichte
Die Zeitschrift wird von der Metapolitik Verlags UG (haftungsbeschränkt) herausgegeben, vertreten durch Erik Lehnert. Der Name spielt auf den neurechten Begriff Metapolitik an. Von 2003 bis zur Auflösung 2024 lag die Herausgeberschaft beim privaten Institut für Staatspolitik (IfS). Bis Ende 2006 erschien sie vierteljährlich, seit 2007 wird sie im Zweimonatsrhythmus herausgegeben. Die älteren Ausgaben werden auf der Internetseite im PDF-Format zum Herunterladen angeboten.
Die Zeitschrift hat nach eigenen Angaben 4.000 Abonnenten (Stand 2023) und ca. 600 Einzelheftverkäufe pro Ausgabe (Stand 2011).

## Themen
Die Sezession behandelt vor allem geisteswissenschaftliche Themen, und zwar in konzentrierter Form in sogenannten Themenheften, die sich mit „offenen“ Heften abwechseln. Die bisher einzige Sonderausgabe der Sezession war Oswald Spengler gewidmet und erschien 2005.
Ausführliche Grundlagentexte, Kurzbeiträge und ein umfassender Rezensionenteil bilden die drei Formate innerhalb der Zeitschrift. Die Sezession erscheint im angeschnittenen Din-A4-Format und ist bebildert.

## Redaktion und Autoren
Autoren der gedruckten Zeitschrift waren bisher u. a. 
- Jost Bauch
- Martin van Creveld
- Felix Dirsch
- Wilhelm Hankel
- Roland Hartwig
- Hans-Peter Hasenfratz
- Gunnar Heinsohn
- Lothar Höbelt
- Hans-Hermann Hoppe
- Till Kinzel
- Adorján Ferenc Kovács
- Frank Lisson
- Konrad Löw
- Fritjof Meyer
- Tilman Nagel
- Ernst Nolte
- Bernd Rabehl
- Jonas Schick
- Günter Scholdt
- Gerd Schultze-Rhonhof
- Harald Seubert
- Robert Spaemann
- Fritz Süllwold
- Galin Tihanov
- Andreas Vonderach
- Franz Uhle-Wettler
- Uwe Wolff.

Zu den Redakteuren der Zeitschrift zählten Karlheinz Weißmann (bis Dezember 2013), Wolfgang Dvorak-Stocker (bis Oktober 2022), Erik Lehnert und Götz Kubitschek (verantwortlicher Redakteur).
Feste Autoren der Sezession im Netz waren mit Stand 2025: Götz Kubitschek, Ellen Kositza, Martin Lichtmesz, Benedikt Kaiser (Lektor von 2013 bis 2021), Erik Lehnert, Nils Wegner, Daniel Fiß, Caroline Sommerfeld, Heino Bosselmann und Martin Sellner.

## Einordnung
Die Sezession wurde unter anderem als „Pflichtlektüre der neurechten Intelligenz“ (Tagesspiegel) bezeichnet sowie als Publikation, die sich anschicke, „die durch das Umschwenken oder Abrutschen von Criticón entstandene Leerstelle zu füllen“.
Nach einer Auswertung von Sezession-Artikeln zum Thema Religion kam der Sozialwissenschaftler Samuel Salzborn 2015 zu dem Schluss, dass für die Zeitschrift das Christentum das „Eigene“ und der Islam das „Fremde“ darstelle, das Judentum jedoch das „Andere“, das daher von einer möglichen Wesensgleichheit ausgeschlossen sei. Für den Islam habe die Sezession eine „furchtvolle Faszination“ entwickelt, Juden hingegen stellen für die Zeitschrift „alles in Frage, wofür die Sezession streitet, und werden demgemäß in der antisemitischen Vorstellung dann auch ident mit der Moderne, der Aufklärung und allen ‚universalistischen Weltbildern‘ gesetzt“. Das Bundesamt für Verfassungsschutz zählte Akteure der Zeitschrift zu dem Lager innerhalb der Neuen Rechten, das sich „dezidiert israelkritisch“ geriere, in einer „propalästinensischen […] Denktradition“ stehe und „den ideologischen Hauptfeind viel mehr im Liberalismus als im Islamismus“ sehe.
Dem Historiker Volker Weiß zufolge bildete die Zeitschrift samt IfS und dem Verlag Antaios ursprünglich ein gemeinsames „jungkonservatives Kartell“ mit der Jungen Freiheit. Ab etwa 2010 habe die Sezession jedoch einen neofaschistischen Kurs eingeschlagen. Einhergegangen sei dieser mit einer offenen Bewunderung für die italienische CasaPound, in welcher der Kreis um Kubitschek „endlich die ersehnte Verbindung heroisch-männlicher Haltung und revolutionärer Dynamik mit der Ästhetik einer Bewegung“ vorgefunden habe.
Im Verfassungsschutzbericht wurde Herausgeber Götz Kubitschek 2021 als „prominenteste[r] Repräsentant“ des „IfS“ genannt. Laut Verfassungsschutzbericht entfaltet insbesondere der Onlineblog „Sezession im Netz“ Reichweite innerhalb der Neuen Rechten. Im Verfassungsschutzbericht 2023 wird Sezession unter der Rubrik „Rechtsextremistische Akteure der Neuen Rechten“ erwähnt.